# Classe Tromp (croiseur)
Pour les articles homonymes, voir Classe Tromp.
La Classe Tromp est une classe de deux croiseurs légers  construite pour la Marine royale néerlandaise (Koninklijke Marine) avant la Seconde Guerre mondiale.

## Histoire
La forme de la coque de la classe Tromp a été également connu sous le nom de Argonaut 600. À l'origine, les navires ne pouvaient pas être appelés "croiseur" pour des raisons politiques. Ils ont donc été conçus comme navire-amiral d'un escadron de destroyers modernes qui ont été planifiés en même temps (un seul d'entre eux a été achevé avant l'éclatement de la guerre).

Commandés en 1935, le Tromp  été lancé en 1937 et le Jacob van Heemskerck en 1939.

## Service
Au début de la Seconde Guerre mondiale, le HNLMS Tromp a été envoyé aux Indes orientales néerlandaises. le HNLMS Jacob van Heemskerck était encore en cours d'achèvement dans le chantier naval de Le Helder lorsque l'Allemagne nazie attaque le 10 mai 1940. Le navire a réussi à s'échapper au Royaume-Uni, où il a été complété par un ensemble d'armement complètement différent, comme un croiseur anti-aérien.  

Les deux navires ont servi en Extrême-Orient et ont survécu à la guerre.
Le Tromp a été déclassé en 1955 et vendu à la ferraille en 1969. Le Jacob van Heemskerck est devenu un navire d'instruction d'artillerie en 1947. Désarmé en 1969, il a été vendu à la ferraille en 1970.

## Les unités
| Nom                        | Chantier naval                                 | Quille          | Lancement         | Mis en service | Fin de carrière | Photo |
| -------------------------- | ---------------------------------------------- | --------------- | ----------------- | -------------- | --------------- | ----- |
| HNLMS Tromp                | Nederlandse Scheepsbouw Maatschappij Amsterdam | janvier 1936    | 27 mai 1937       | 18 août 1938   | détruit en 1969 |       |
| HNLMS Jacob van Heemskerck | Nederlandse Scheepsbouw Maatschappij Amsterdam | 31 octobre 1938 | 16 septembre 1939 | 10 mai 1940    | détruit en 1970 |       |